# Gaston Mélingue
Gaston Georges Théodore Mélingue, född 1840 i Paris, död där den 3 april 1914, var en fransk målare. Han var son till skådespelaren och bildhuggaren Étienne Mélingue och bror till Lucien-Étienne  Mélingue. 

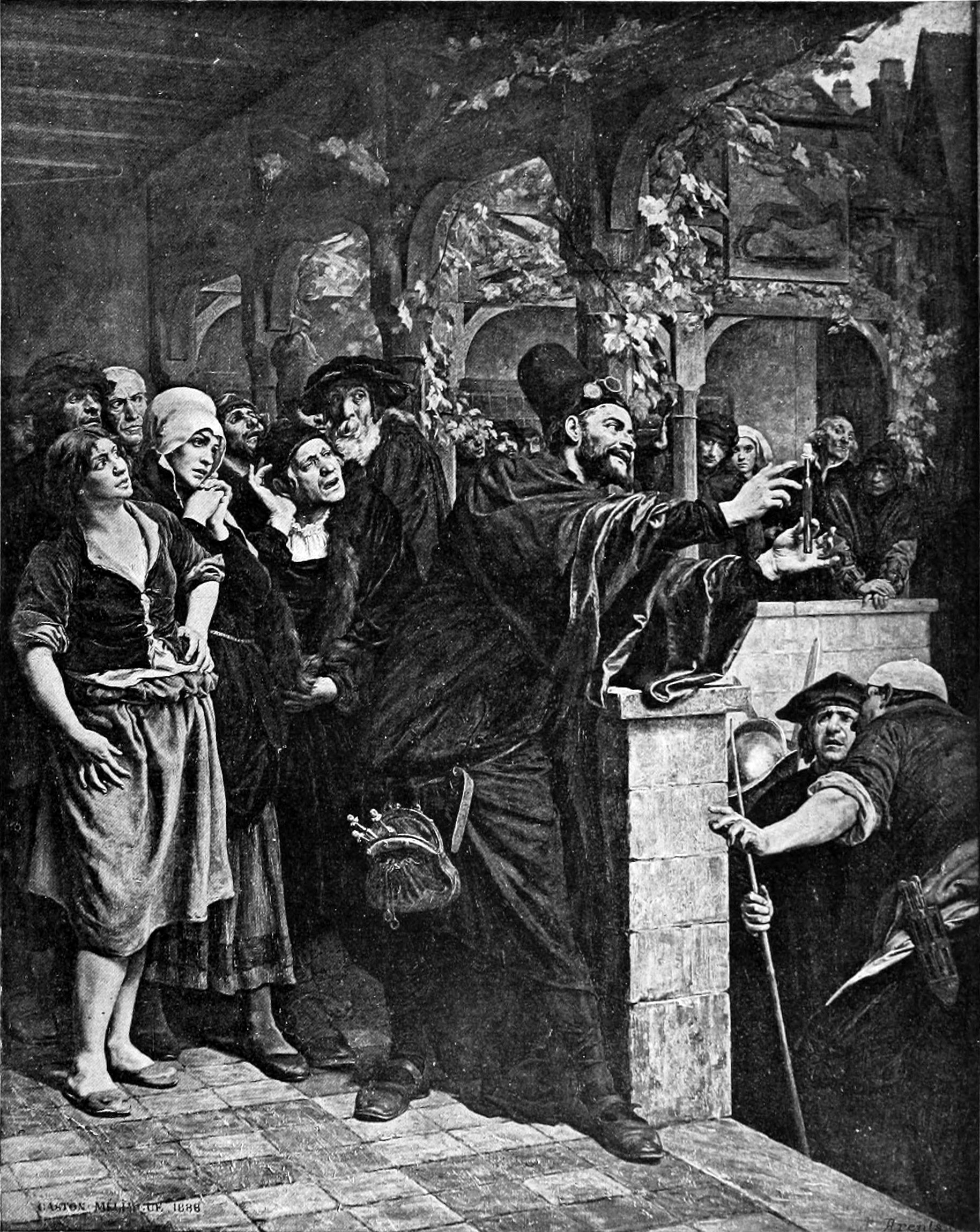
Gaston Melingue, Rabelais.

Mélingue var lärjunge till Cogniet. Från början av 1860-talet målade han flera med bifall mottagna genrestycken och mytologiska scener, som Rabelais, En amazon, En bacchantinna, buren av två satyrer, Den vandrande juden samt – hans bästa arbete – Middag hos Molière i Auteuil (1877).